# Nikah (série télévisée)
Nikah est une série télévisée pakistanaise en 23 épisodes diffusé pour la première fois du 14 janvier au 14 juin 2015 sur Hum TV (en). Il est écrit par Nasir Hussain[Qui ?] et réalisé par Ahmed Bhatti,.

## Synopsis
Ayesha et Rohail sont financés. Comme ils sont cousins germains, ils ont grandi dans la même maison et sont très proches. Rohail a toujours rêvé de partir étudier à l'étranger ; son rêve se réalise à la fin de sa scolarité. Mais ses goûts et ses priorités évoluent avec le temps, et Rohail se sent attiré par Zara, qu'il finit par épouser sans prévenir sa famille de peur qu'elle n'accepte pas la mariage.

## Distribution
- Junaid Khan : Rohail
- Sonya Hussain : Ayesha (la première femme de Rohail)
- Sanam Chaudhry : Zara (la deuxième femme de Rohail)
- Tipu Sharif : Nadeem
- Shehreyar Zaidi : le père de Rohail
- Saba Faisal
- Seemi Pasha : la mère de Rohail
- Rahma Khan : la jeune Ayesha